# Deseconomía de escala

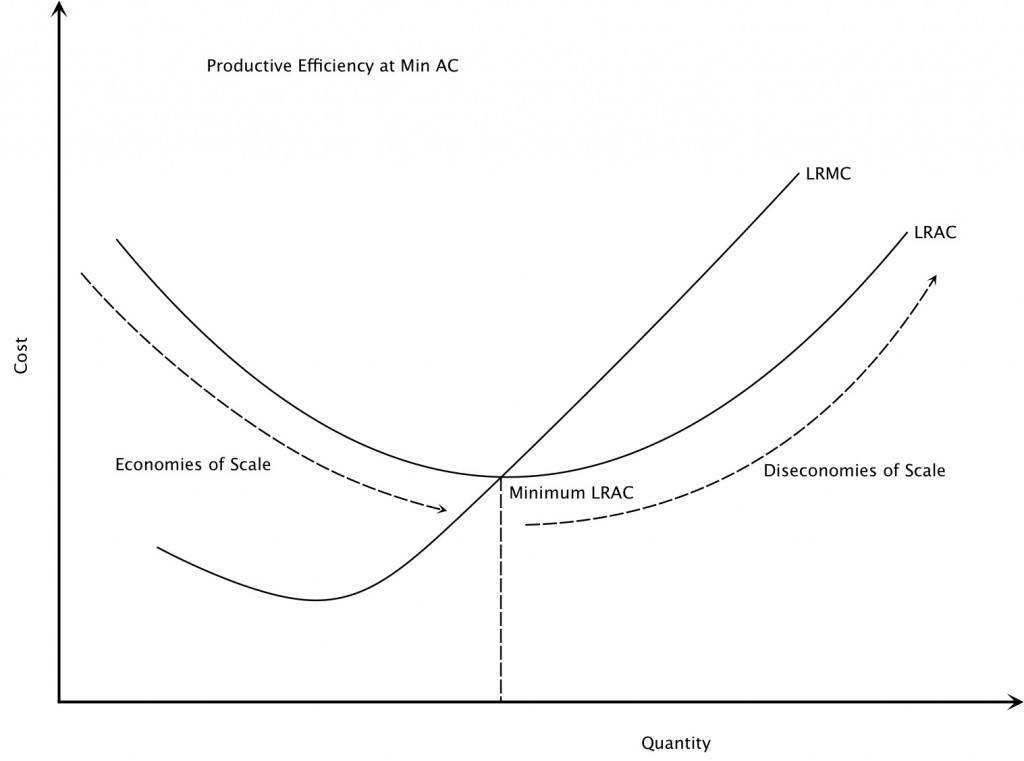
En el gráfico, se muestran a la izquierda de la curva de Costo Marginal (LRMC), las Economías de Escala, cuando la producción genera un Costo Medio (LRAC) cada vez más bajo a medida que se produce; mientras a la derecha de esa curva (CMg), las Deseconomías de Escala, cuando la producción es tan masiva que termina generando un Costo Medio (CMe) cada vez mayor a medida que se continúa en la producción.

Las deseconomías de escala son los factores que causan que las grandes empresas produzcan bienes y servicios con un incremento en el coste por unidad de cada producto, y se han estudiado mucho menos que las fuerzas contrarias denominadas economías de escala, que son los elementos que permiten a las empresas producir bienes y servicios con costes unitarios cada vez más bajos.
Una deseconomía es un factor externo que afecta al funcionamiento normal de la economía como, por ejemplo, un aumento en los precios medios de la producción que aparece cuando se incrementa el nivel de producción.

## Clasificación

### Deseconomías internas
Las deseconomías internas aparecen como resultado de la extensión de propiedades únicas. Su fuente principal es la posibilidad de que aumenten los costes administrativos al aumentar las unidades producidas que, alternativamente, es el resultado de la adición de los problemas de coordinación de actividades en una escala más grande, de la extensión de la jerarquía administrativa y del crecimiento de la burocracia. Aunque, si espera, puede tener escalas de producción para que tales deseconomías ocurran, en la práctica parece lógico que las grandes firmas sean capaces de prevenirlas mediante la especialización de las funciones administrativas, la introducción de equipos electrónicos, por ejemplo, las computadoras) y mediante la delegación de autoridad y la responsabilidad de prevenir que retrasa los estrangulamientos. Hay, sin embargo, poca información empírica sobre las deseconomías internas.

### Deseconomías externas
Las deseconomías externas aparecen como resultado de la extensión de un grupo de empresas, la cual crea el aumento de costes para uno o más de ellas. Tales deseconomías se clasifican generalmente en:
- Monetarias: las que aparecen por aumentos en los precios de los insumos o factores de producción, causados por la ampliación de las empresas que los utilizan; por ejemplo, la expansión de la industria de construcción puede causar un aumento en los salarios de los albañiles, creando así una deseconomía externa para cada una de las empresas que utilizan, por ejemplo albañiles (asumen que la expansión de una de las empresas no causaría un aumento de salarios).

- Tecnológicas: esta categoría tiende a incluir, o no, todo lo que no cabe en el primer grupo. Por ejemplo, en la medida que las empresas de cierta área se amplíen, aumentará la congestión de las carreteras debido al aumento de las transacciones, de las cargas, etc.; esto aumentará el precio de los servicios de transporte para todas las firmas; de una manera similar, la extensión de un grupo de industrias químicas localizadas junto a un río, al aumentar los vertidos al río, se aumentan así los costes de tratamiento de las aguas por las compañías allí situadas.

La deseconomía de escala entonces consiste en que si aumentamos únicamente un factor productivo, éste tiende primeramente a crecer y posteriormente, mientras sigamos aumentando un solo factor ocurre que se llega a un descenso. Por ejemplo: si una persona labora en una hectárea de terreno y produce 2 bultos de maíz, al aumentar el terreno a 2 hectáreas él producirá cuatro bultos, pero al aumentar a 3 hectáreas, ya no producirá seis bultos, ya que es mucho terreno para una sola persona, por eso se dice que en vez de aumentar se desciende en la producción. En cambio, si aumentamos terreno y así mismo trabajadores, es casi seguro de que tendremos un aumento en la producción.
En su obra Organization Theory: A Libertarian Perspective, el mutualista Kevin Carson defiende que en un mercado libre auténtico, con la internalización de los costos por la empresas, las economías de escala tenderían a ser sobrepasadas por desesconomías de escala dando mayor espacio al predominio de pequeñas empresas en el mercado.